# Fortanete
Fortanete (aragónul Fortanet) település Spanyolországban, Teruel tartományban. Fortanete Allepuz, Villarroya de los Pinares, Aliaga, Pitarque, Cañada de Benatanduz, Cantavieja, Mosqueruela és Valdelinares községekkel határos. Lakosainak száma 216 fő (2024).

## Népesség
A település népessége az utóbbi években az alábbiak szerint változott:
| Lakosok száma | 189  | 202  | 208  | 237  | 222  | 201  | 203  | 205  | 209  | 216  |
|               | 2001 | 2004 | 2007 | 2009 | 2012 | 2014 | 2017 | 2019 | 2022 | 2024 |